# Villa Gregoriana

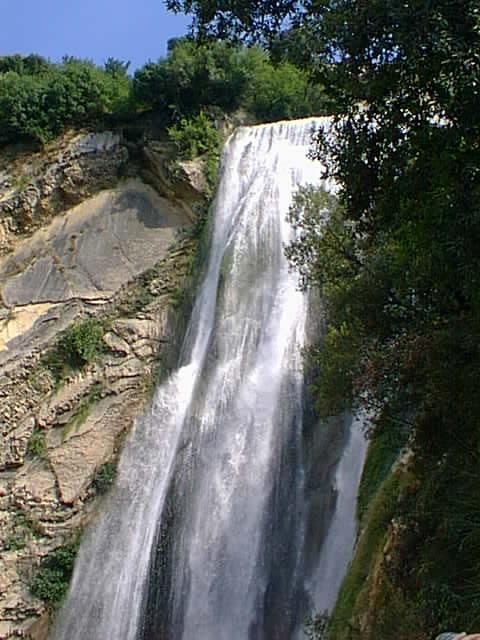
La grande cascata vista dalla villa

Villa Gregoriana è un'area naturale di grande valore storico e paesaggistico che si trova a Tivoli, nella valle scoscesa tra la sponda destra dell'Aniene e l'antica acropoli romana. Il sito, che è noto soprattutto per l'ospitare la Grande Cascata, si può considerare un particolarissimo esempio di giardino romantico, per la sua conformazione e per la corrispondenza con il gusto dell'estetica del sublime, tanto caro ai romantici.
L'intero percorso all'interno dell'area è stato recuperato dal Fondo per l'Ambiente Italiano a partire dal 2002, ed è stato riaperto al pubblico nel 2005.

## Storia
Fin dall'età arcaica l'area si rivelò strategicamente importante per le comunicazioni tra i popoli pastori della Valle dell'Aniene e la piana del Tevere: il percorso della transumanza, che scendeva dall'Abruzzo lungo i tratturi che nel III secolo a.C. sarebbero divenuti la Via Valeria, procedeva lungo la riva destra dell'Aniene fino a Tivoli, dove passava sulla riva sinistra, da cui più agevolmente si poteva proseguire verso la pianura.
Era qui che era stato costruito il primo ponte, a monte della grande cascata e soggetto alla sorveglianza (e ai pedaggi) dell'acropoli tiburtina, e la nascita dell'antica Tibur in questo luogo si deve proprio alla posizione strategica del sito, uno sperone roccioso con difese naturali, sul quale sorsero l'acropoli e l'abitato antico.
Era così importante, questa posizione, che il territorio, benché assai difficile dal punto di vista geologico e idrologico, mostra segni di antropizzazione almeno dal II secolo a.C.: vi si conoscono infatti 12 manufatti idraulici, tra fossati, canali, chiuse e rami di acquedotto, senza contare i resti di ponti e mulini, gran parte dei quali ancora in uso o comunque accessibili, destinati a derivare, governare e utilizzare la pressione variabile delle acque.
In età repubblicana, lungo la valle furono costruite varie ville, tra cui in particolare quella detta di Manlio Vopisco, celebrata da Publio Papinio Stazio nelle sue Silvae, e poco dopo devastata dall'alluvione del 106.

### I lavori di Gregorio XVI

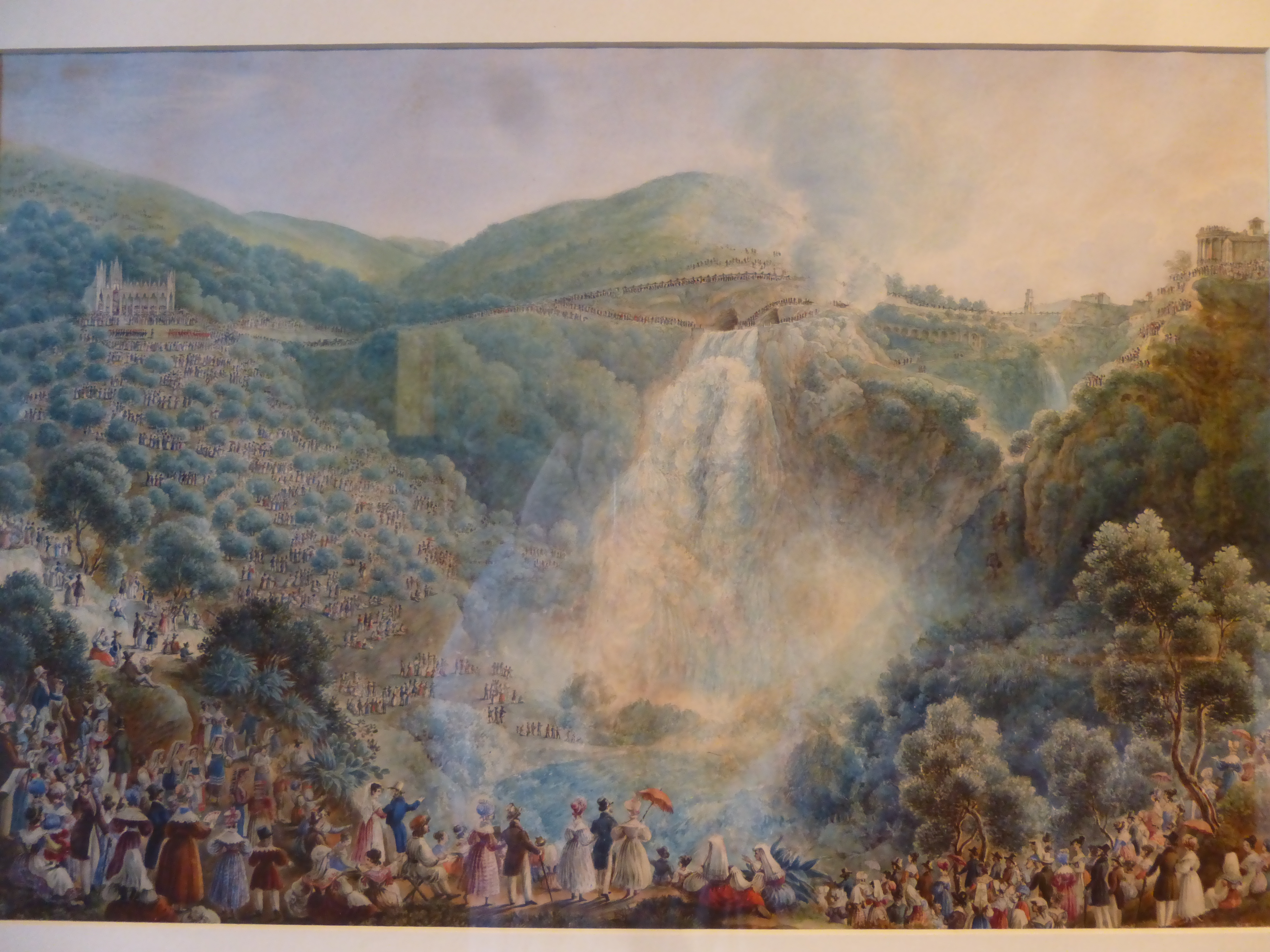
7 ottobre 1835: apertura dei cunicoli alla presenza di Gregorio XVI e di gran folla.

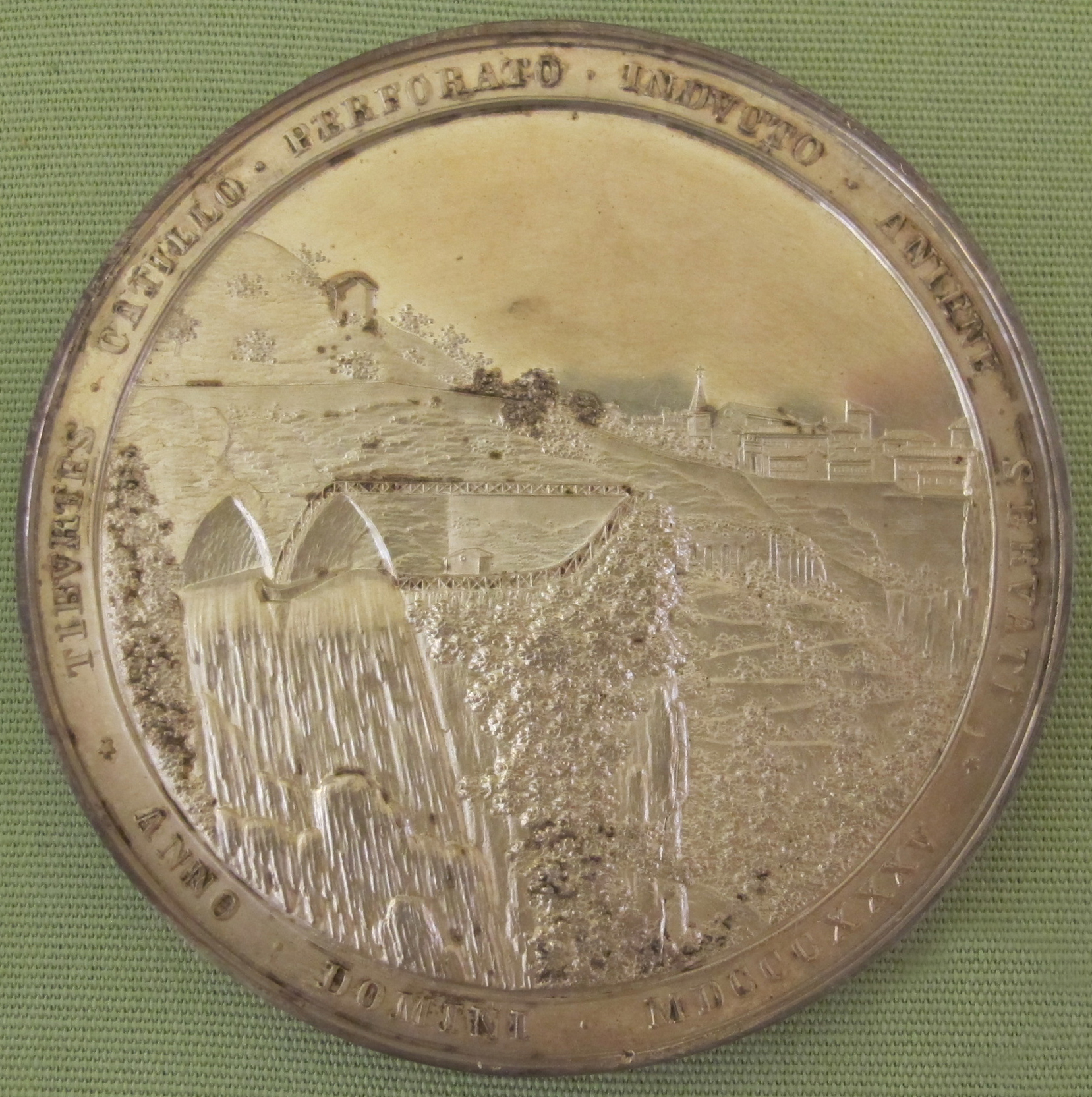
I cunicoli dell'Aniene nella medaglia commemorativa (1835)

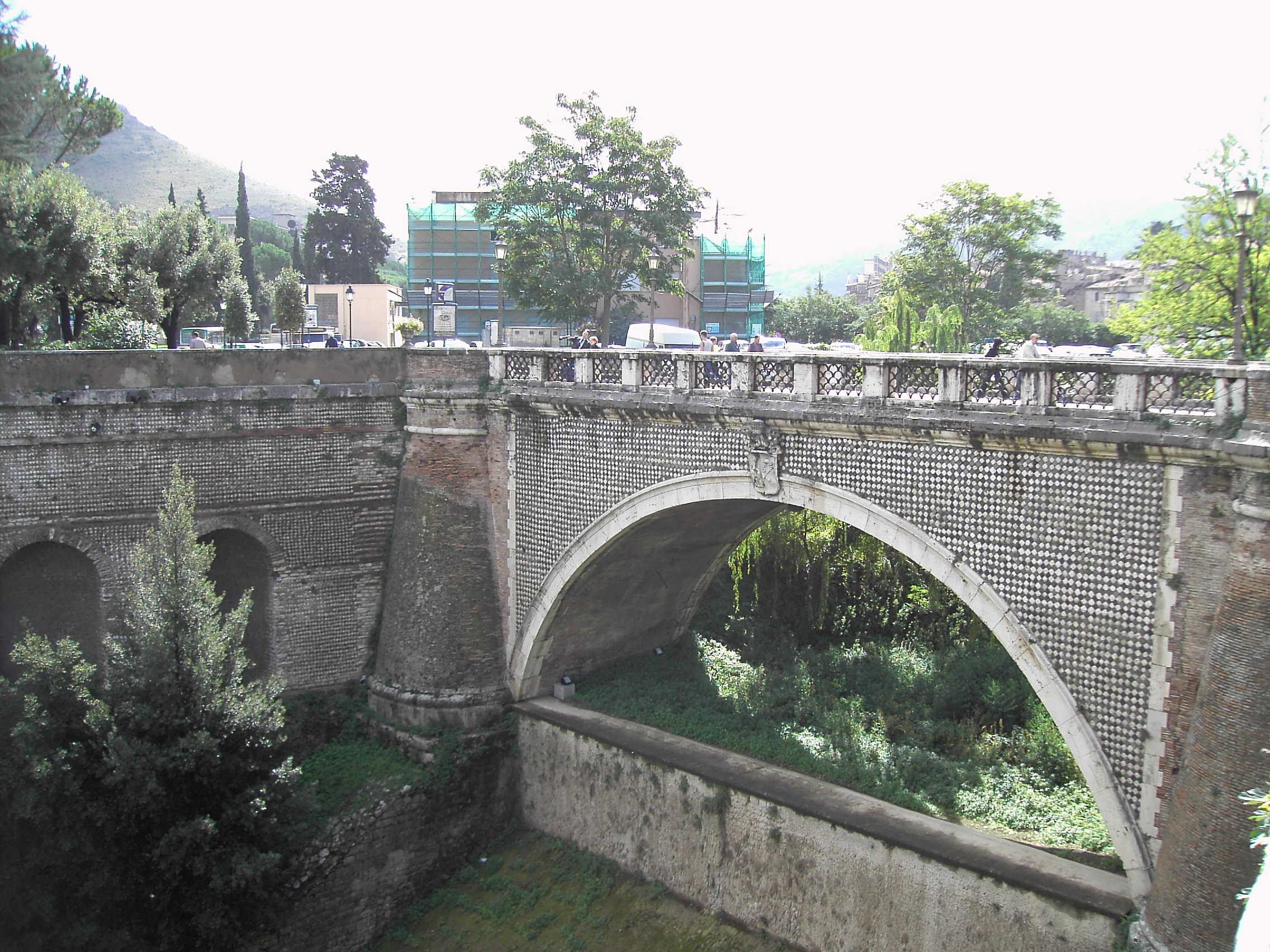
il ponte Gregoriano

Il particolarissimo ambiente della Villa Gregoriana nacque dalla necessità di difendere la città di Tivoli dalle piene rovinose dell'Aniene, e dal desiderio di un Papa camaldolese severamente conservatore ma assai colto, come Gregorio XVI, di unire l'utile al dilettevole, senza badare a spese.
Già per l'alimentazione delle fontane di Villa d'Este era stato scavato, nella seconda metà del XVI secolo, il "Canale Estense", le cui acque di risulta venivano poi usate per irrigazione nella valle dell'Aniene sottostante le mura cittadine (ancor oggi esiste un fosso che le canalizza, e vengono utilizzate negli orti circostanti). Quest'opera idraulica non era però destinata - né era sufficiente - a smaltire le acque di piena del fiume in situazioni di emergenza.
La Villa Gregoriana - che prese appunto il nome dal Papa che aveva voluto e finanziato in parte i lavori - nacque come semplice "accessorio" dell'opera primaria: la deviazione e la canalizzazione in due cunicoli artificiali delle acque dell'Aniene, che Gregorio XVI fece realizzare sotto il monte Catillo dopo l'alluvione del 1826, in modo da allontanare dall'abitato il corso del fiume e il punto di caduta delle acque dell'Aniene.
A ciò si aggiunse la costruzione del Ponte Gregoriano, a cavallo dell'antico letto del fiume, che, in seguito alla deviazione del suo corso, rimase vivo soltanto come letto di deflusso delle acque in sovrappiù, che venivano peraltro utilizzate a scopo civili e industriali (lavatoi, irrigazione, stabilimenti industriali). La realizzazione dei lavori fu affidata al cardinale Agostino Rivarola, e la solenne inaugurazione avvenne nel 1835.
Per l'occasione, e in sintonia con il gusto dell'epoca, fu recuperato il «costruito» della villa di Manlio Vopisco, che non era più stato abitato dall'inizio del II secolo. I ruderi degli edifici di età romana, inselvatichiti nei secoli, furono accuratamente ripristinati per poi essere integrati nel giardino dove furono piantate nuove essenze e attrezzati percorsi, vialetti, scale, ambienti di servizio.

### La centrale idroelettrica
Nel 1886 fu realizzato il primo imbrigliamento dell'Aniene all'ingresso dei cunicoli della grande cascata, in un bacino artificiale destinato  a produrre elettricità tramite una condotta forzata. Nel tempo, il potenziamento del bacino da una parte, e la diminuita portata dell'Aniene dall'altra, hanno molto ridotto il contributo dell'acqua alla fisionomia del sito.
La potenza del fiume di un tempo è oggi riconoscibile solo dalle concrezioni calcaree che si incontrano nel percorso del parco, e dalle tracce di grotte e gallerie scavati dalle acque nella gola.

## Descrizione

### La valle dell'Inferno

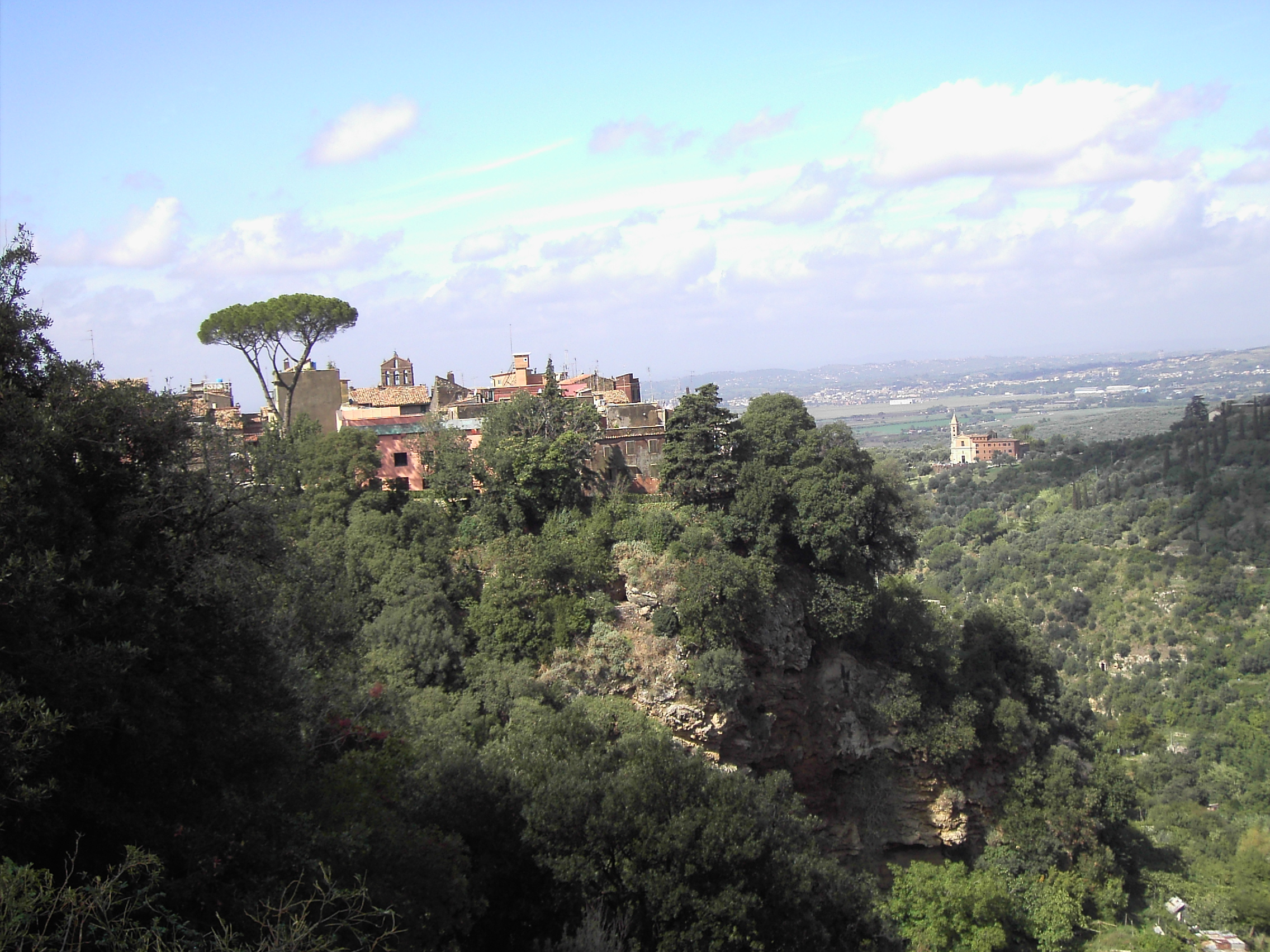
L'Acropoli e la Valle dell'inferno (Villa Gregoriana) oggi

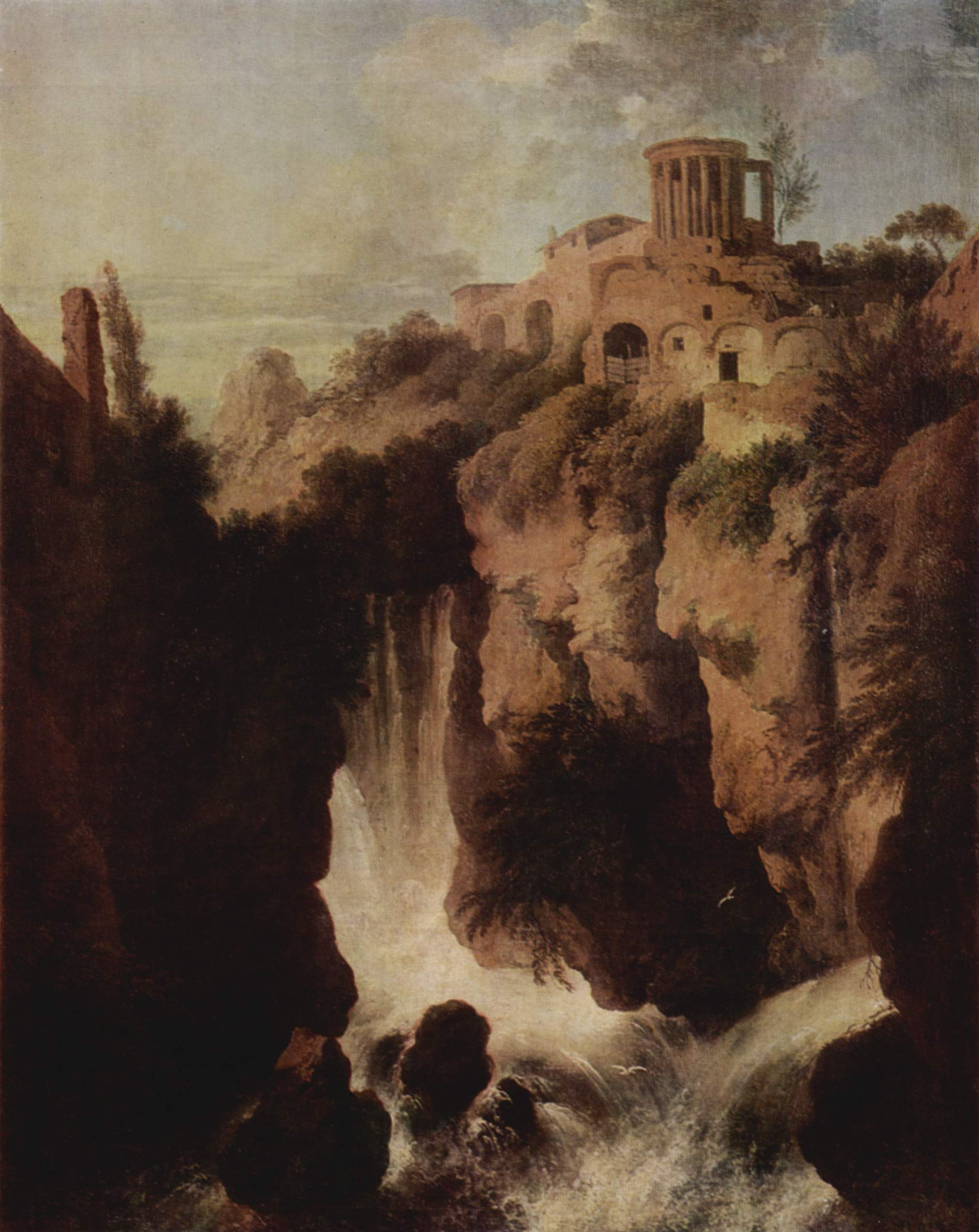
Veduta del tempio della Sibilla sopra la cascata antica (1750)

L'altezza complessiva che il fiume supera in quella valle, oggi tramite due salti (originariamente erano 4), è di circa 130 metri.
Fin dall'antichità il fiume, che attorno all'Acropoli formava un'ampia ansa per poi cadere dallo zoccolo calcareo verso la pianura, diede luogo periodicamente a disastrose inondazioni, che continuavano a scavarne il letto: Plinio il Giovane descrive la già citata alluvione del 105, che distrusse rovinosamente case, ville e monumenti, mentre altre sono descritte dalle cronache locali nel 1688 e 1689, e infine nel 1826.

### L'acropoli
L'itinerario di visita percorre l'intera Valle dell'Inferno: si parte dal ponte Gregoriano, si discende lungo la valle, arrivando con una piccola deviazione alla terrazza di fianco alla grande cascata (ormai però raramente visibile nella sua antica portata, per via dei lavori di cui s'è detto), e poi si continua a scendere nell'ombra della forra, incontrando lungo il sentiero la grotta di Nettuno e quella delle Sirene, e vari esempi di paesaggio carsico, su uno sfondo di fitta vegetazione.  Arrivati in fondo si risale dal lato opposto del letto antico del fiume fino all'acropoli, sulla cui spianata sono collocati due templi databili attorno al I secolo a.C.: uno, rettangolare, è detto Tempio di Tiburno (ma in realtà di incerta attribuzione), l'altro, rotondo, è detto di Sibilla.
Questo insieme è ricorrente nell'iconografia paesaggistica su Tivoli fin dal XVIII secolo, e fu una delle mete canoniche del Grand Tour romantico, come ancora mostrano le memorie di illustri visitatori affisse nell'antica locanda che sorgeva sull'acropoli (oggi un ristorante).